# Gabinete Sturgeon III
Nicola Sturgeon formó el Gabinete Sturgeon III tras la victoria de su Partido Nacional Escocés en las elecciones al Parlamento Escocés de 2021. Sturgeon fue nominada por votación del Parlamento Escocés para el cargo de Ministra Principal el 18 de mayo de 2021 y anunció la formación de un nuevo gobierno minoritario del Partido Nacional Escocés el 20 de mayo.

## Antecedentes
Las elecciones al Parlamento Escocés se celebraron el 6 de mayo de 2021. El SNP obtuvo 64 de los 129 escaños, mejorando sus resultados de 2016 pero quedándose a uno de la mayoría absoluta. La composición del Parlamento otorgó a los partidos favorables a la independencia (SNP y Verdes) una mayoría combinada.

### Reelección de la ministra principal
El 18 de mayo de 2021, el Parlamento reeligió a Nicola Sturgeon como ministra principal por mayoría simple. Sturgeon recibió 64 votos, frente a los 31 de Douglas Ross (Partido Conservador Escocés) y los 4 de Willie Rennie (Partido Liberal Demócrata Escocés).

### Negociaciones con los Verdes
Al carecer de mayoría absoluta, el SNP abrió negociaciones formales con el Partido Verde Escocés para garantizar estabilidad parlamentaria. Las conversaciones comenzaron a finales de mayo de 2021, con el objetivo de alcanzar un acuerdo de cooperación legislativa que diera mayoría en votaciones clave a las formaciones independentistas.

### Acuerdo de cooperación
El 20 de agosto de 2021, el gobierno anunció el llamado Acuerdo de Bute House, un pacto de cooperación entre el SNP y los Verdes. El acuerdo no constituyó una coalición formal, pero preveía que los verdes apoyaran al gobierno en votaciones de confianza y presupuestos, así como en una agenda legislativa compartida en áreas como cambio climático, vivienda, transporte y bienestar social. También se acordó que los copresidentes verdes Patrick Harvie y Lorna Slater ocuparan cargos de ministros junior.
El acuerdo dejaba libertad de voto a los Verdes en materias como defensa, aviación y educación privada. Tras ser aprobado por las bases de ambos partidos el 28 de agosto, Harvie y Slater asumieron oficialmente sus cargos el 31 de agosto de 2021.

## Apoyo parlamentario
| Cámara             | Candidato       | Fecha                                       | Voto |    |    |    |   |   | Ind. | Total  |
| ------------------ | --------------- | ------------------------------------------- | ---- | -- | -- | -- | - | - | ---- | ------ |
| Parlamento escocés | Nicola Sturgeon | 18 de mayo de 2021 Mayoría simple requerida | Sí   | 63 |    |    |   |   |      | 63/129 |
| Parlamento escocés | Nicola Sturgeon | 18 de mayo de 2021 Mayoría simple requerida | No   |    | 31 | 22 |   | 4 | 1    | 58/129 |
| Parlamento escocés | Nicola Sturgeon | 18 de mayo de 2021 Mayoría simple requerida | Abs. |    |    |    | 7 |   | 1    | 8/129  |

## Composición

### Ministra principal de Escocia
| Fotografía | Ministra principal de Escocia | Período            | Período             | Partido | Partido |
| Fotografía | Ministra principal de Escocia | Inicio             | Fin                 | Partido | Partido |
| ---------- | ----------------------------- | ------------------ | ------------------- | ------- | ------- |
|            | Nicola Sturgeon               | 18 de mayo de 2021 | 28 de marzo de 2023 |         |         |

### Viceministro principal de Escocia
| Fotografía | Viceministro principal de Escocia | Período            | Período             | Partido | Partido |
| Fotografía | Viceministro principal de Escocia | Inicio             | Fin                 | Partido | Partido |
| ---------- | --------------------------------- | ------------------ | ------------------- | ------- | ------- |
|            | John Swinney                      | 20 de mayo de 2021 | 28 de marzo de 2023 |         |         |

### Secretarias
| Secretaria                                 | Fotografía | Titular                 | Período            | Período             | Partido | Partido |
| Secretaria                                 | Fotografía | Titular                 | Inicio             | Fin                 | Partido | Partido |
| ------------------------------------------ | ---------- | ----------------------- | ------------------ | ------------------- | ------- | ------- |
| Asuntos Rurales e Islas                    |            | Mairi Gougeon           | 20 de mayo de 2021 | 28 de marzo de 2023 |         |         |
| Constitución, Asuntos Exteriores y Cultura |            | Angus Robertson         | 20 de mayo de 2021 | 28 de marzo de 2023 |         |         |
| Educación y Habilidades                    |            | Shirley-Anne Somerville | 20 de mayo de 2021 | 28 de marzo de 2023 |         |         |
| Finanzas y Economía                        |            | Kate Forbes             | 20 de mayo de 2021 | 28 de marzo de 2023 |         |         |
| Justicia y Veteranos                       |            | Keith Brown             | 20 de mayo de 2021 | 28 de marzo de 2023 |         |         |
| Justicia Social, Vivienda y Gobierno Local |            | Shona Robison           | 20 de mayo de 2021 | 28 de marzo de 2023 |         |         |
| Net Zero, Energía y Transporte             |            | Michael Matheson        | 20 de mayo de 2021 | 28 de marzo de 2023 |         |         |
| Recuperación de la Covid                   |            | John Swinney            | 20 de mayo de 2021 | 28 de marzo de 2023 |         |         |
| Salud y Asistencia Social                  |            | Humza Yousaf            | 20 de mayo de 2021 | 28 de marzo de 2023 |         |         |
|                                            |            |                         |                    |                     |         |         |
| Asuntos Parlamentarios                     |            | George Adam             | 20 de mayo de 2021 | 28 de marzo de 2023 |         |         |
| Lord Abogada                               |            | Dorothy Bain            | 20 de mayo de 2021 | 28 de marzo de 2023 |         |         |
| Secretario Permanente                      |            | John-Paul Marks         | 20 de mayo de 2021 | 28 de marzo de 2023 |         |         |

### Ministros Subalternos
| Ministerio                                                              | Fotografía | Titular            | Período            | Período               | Partido | Partido |
| Ministerio                                                              | Fotografía | Titular            | Inicio             | Fin                   | Partido | Partido |
| ----------------------------------------------------------------------- | ---------- | ------------------ | ------------------ | --------------------- | ------- | ------- |
| Bienestar Mental y Asistencia Social                                    |            | Kevin Stewart      | 20 de mayo de 2021 | 28 de marzo de 2023   |         |         |
| Competencias Verdes, Economía Circular y Biodiversidad                  |            | Lorna Slater       | 20 de mayo de 2021 | 28 de marzo de 2023   |         |         |
| Cultura, Europa, Desarrollo Internacional y Ucrania                     |            | Neil Gray          | 20 de mayo de 2021 | 28 de marzo de 2023   |         |         |
| Edificios con Cero Carbono, Viajes Activos y Derechos de los Inquilinos |            | Patrick Harvie     | 20 de mayo de 2021 | 28 de marzo de 2023   |         |         |
| Educación Superior y Formación Continua, Empleo Juvenil y Formación     |            | Jamie Hepburn      | 20 de mayo de 2021 | 28 de marzo de 2023   |         |         |
| Finanzas Públicas, Planificación y Riqueza Comunitaria                  |            | Tom Arthur         | 20 de mayo de 2021 | 28 de marzo de 2023   |         |         |
| Igualdad y Personas Mayores                                             |            | Christina McKelvie | 20 de mayo de 2021 | 28 de marzo de 2023   |         |         |
| Infancia y Juventud                                                     |            | Clare Haughey      | 20 de mayo de 2021 | 28 de marzo de 2023   |         |         |
| Medio Ambiente, Biodiversidad y Reforma Agraria                         |            | Mairi McAllan      | 20 de mayo de 2021 | 28 de marzo de 2023   |         |         |
| Negocios, Comercio, Turismo y Empresa                                   |            | Ivan McKee         | 20 de mayo de 2021 | 28 de marzo de 2023   |         |         |
| Salud Pública, Salud de la Mujer y Deporte                              |            | Maree Todd         | 20 de mayo de 2021 | 28 de marzo de 2023   |         |         |
| Seguridad Comunitaria                                                   |            | Ash Regan          | 20 de mayo de 2021 | 27 de octubre de 2022 |         |         |
| Seguridad Comunitaria                                                   |            | Elena Whitham      | 20 de mayo de 2021 | 28 de marzo de 2023   |         |         |
| Seguridad Social y Gobierno Local                                       |            | Ben MacPherson     | 20 de mayo de 2021 | 28 de marzo de 2023   |         |         |
| Transporte                                                              |            | Graeme Dey         | 20 de mayo de 2021 | 24 de enero de 2022   |         |         |
| Transporte                                                              |            | Jenny Gilruth      | 20 de mayo de 2021 | 28 de marzo de 2023   |         |         |
| Transición Justa, Empleo y Trabajo Justo                                |            | Richard Lochhead   | 20 de mayo de 2021 | 28 de marzo de 2023   |         |         |

### Agentes de la Ley Escocesa
| Agencia                        | Fotografía | Titular        | Período            | Período             | Partido | Partido |
| Agencia                        | Fotografía | Titular        | Inicio             | Fin                 | Partido | Partido |
| ------------------------------ | ---------- | -------------- | ------------------ | ------------------- | ------- | ------- |
| Procuradora General de Escocia |            | Ruth Charteris | 20 de mayo de 2021 | 28 de marzo de 2023 |         |         |
| Lord Abogada                   |            | Dorothy Bain   | 20 de mayo de 2021 | 28 de marzo de 2023 |         |         |